# Tommy Schmid
Thomas Martin «Tommy» Schmid (* 12. April 1988 in Trondheim, Norwegen) ist ein Schweizer Nordischer Kombinierer.
Schmid gab sein internationales Debüt im Dezember 2004 bei FIS-Rennen. Am 20. Januar 2006 startete er in Oberstdorf erstmals im B-Weltcup. Bei der Junioren-Weltmeisterschaft 2006 in Kranj erreichte er mit dem Schweizer Team den achten Platz. Im Gundersen erreichte er Platz 22 und im Sprint Platz 29. Ein Jahr später bei der Junioren-Weltmeisterschaft 2007 in Tarvisio konnte er seine Ergebnisse verbessern und erreichte im Gundersen den 13. Platz und im Sprint den 16. Platz. Zuvor gab Schmid bereits am 14. Januar 2007 in Lago di Tesero sein Debüt im Weltcup der Nordischen Kombination. Bereits in seiner ersten Saison konnte er mit dem 27. Platz im Sprint-Weltcup und mit dem 34. Platz in der Gesamtweltcup-Wertung seine bislang besten Platzierungen erreichen. Bei der Junioren-Weltmeisterschaft 2008 in Zakopane gewann er im Sprint die Silbermedaille. Bei den Olympischen Winterspielen 2010 in Vancouver erreichte er im Einzel von der Normalschanze den 40. und im Einzel von der Grossschanze den 16. Platz. Im Teamwettbewerb kam er gemeinsam mit Tim Hug, Ronny Heer und Seppi Hurschler auf den neunten Platz.
Tommy Schmid ist der Bruder von Jan Schmid.